# Coupru
Coupru település Franciaországban, Aisne megyében. Lakosainak száma 159 fő (2022. január 1.). Coupru Bézu-le-Guéry, Charly-sur-Marne, Domptin, Essômes-sur-Marne, Lucy-le-Bocage és Marigny-en-Orxois községekkel határos.

## Népesség
A település népességének változása:
| Lakosok száma | 124  | 98   | 123  | 170  | 183  | 159  | 149  | 152  | 154  | 159  |
|               | 1968 | 1982 | 1990 | 2006 | 2013 | 2015 | 2017 | 2019 | 2020 | 2022 |